# المزدري–سجون الله (كتاب)
أحدث هذا الكتاب ضجة كبيرة في فرنسا، وتربع على عرش المبيعات لمده طويلة، إذ اهتمت به الكثير من الصحف هناك، خاصة لأنه خرج إلى الوجود مباشرة بعد هجمات «شارلي إيبدو» من ناحية، ومن ناحية أخرى لأن صاحبه يحمل لقب «مسلم سابق». في هذا الكتاب المعنون بـ«مزدري الاديان: سجون الله»، يحكي الفلسطيني الأصل وليد الحسيني عن تجربته في الحياة التي قادته إلى أن يكون اليوم ملحدًا ورئيسًا لما يُعرف بـ«مجلس المسلمين السابقين في فرنسا».

## ملخص الكتاب
يسلّط هذا الكتاب الضوء على حقيقتين كما يقول الكاتب يحاول الكثيرون تجاهلها: أولا، ضحايا الأصولية (الرجعية) المسلّحة أو رجعية دول الإسلام. ومن جهة أخرى أن الإيمان كما وصفه الكاتب «ليس عائدا لأحد»، وليس لأحد الحق في اختيار دين لآخر أو إجباره على اتباعه، وأبرز الكاتب أن هناك العديد من الملحدين واللادينيين يعيشون «مضطهدين ومختبئين في بلدانهم»، أو يدفعون الثمن حقيقة ما يعتقدونه… تجدر الإشارة أن الكتاب الذي أثار ضجة في الأوساط الأدبية ستصدر له ترجمات بلغات متعددة قريبا.
يستعرض هذا الكتاب مسار هذا الشاب البالغ من العمر 25 سنة، وبالضبط عندما كان سنة 2010 أوّل فلسطيني يسجن بتهمة الارتداد عن الإسلام. يُسهب الحسيني في تذكر هذه الواقعة بكتابه، فقد شكّك صاحب مقهى إنترنت في سبب قضاء الحسيني وقتًا طويلًا وراء حاسوبه يعمل بكثير من الصمت لمدة تزيد عن ثماني ساعات، قبل أن يكتشف صاحب المحل أنه ينشر كتابات عن الإلحاد، ممّا جعله يبلغ الشرطة التي ألقت القبض عليه.
وُلد الحسيني في مدينة قلقيليه بالضفة الغربية عام 1989 في عائلة مسلمة، بدأ التدوين في وسائل التواصل الاجتماعي منذ عام 2008، واشتهر أكثر عندما أنشأ صفحة تحت اسم «أنا الله»، كانت هي من جرّته إلى الاعتقال وقضاء ثمانية أشهر وراء أسوار السجن. وبعد خروجه منه، جمع أغراضه وانتقل إلى باريس حيث يعيش لاجئًا حاليًا.
يقول الحسيني عن كتابه:«قصتي تشبه قصص الكثيرين ممّن تركوا الإسلام. فكّرت أنه لا بد من تعريف المجتمعات الأوروبية بوجودنا لتشجيع الملحدين الصامتين في مجتمعاتنا على الإعلان عن إلحادهم، وكذلك من أجل أن يعرف المجتمع الفرنسي حقيقة ما يجري في بلداننا وطبيعة الأنظمة التي تحكمنا، حتى تلك التي تدّعي العلمانية».
ويعد الكتاب أحد أهم الكتب في انتقاد السلطة الفلسطينية واظهار مدى تسلطها ودكتاتوريتها وكذلك أول كتاب يتكلم عن الجيل الجديد من الملحدين والخارجين من الإسلام

## اقتباسات من الكتاب
- هذه صرخه أطلقها لانقاذ الأطفال من براثين الإسلام
- السلطة الفلسطينية باختصار قامت بنسخ الأنظمة المجاورة في كل شي من التسلط والدكتاورية وسجون الظلام.
- اننى ممتن للابد إلى السياسية والكاتبة السورية رندة قسيس التي ساعدتني ونصحتني بطرق متعددة، إنني أدين إليها بكل شئ قد فعلته معى في فرنسا.. وإننى اعتبرها إلهى الروحى ومثلى الأعلى وممتن جدا لدورها الرائد من أجل حقوق الإنسان والحيوان ونضالها من أجل الثورة السورية.[22]
- الإستراتيجيتان الرئيسيتان هما: من ناحية، التعددية الثقافية، ومن ناحية أخرى، سياسات المساواة في الحقوق لجميع الأفراد. كانت حالة السجناء المسلمين مثالية من وجهة النظر هذه لأنها سمحت لنا بمقارنة النظام الفرنسي المتمثل في تعزيز المكافآت المتساوية لجميع مواطني الجمهورية بصرف النظر عن العرق أو الدين مع الميل البريطاني إلى تفضيل حماية الأقليات باعتبارها إستراتيجية من أجل دمجهم في مجتمع من المجتمعات.

## وصلات خارجية
الكتاب بالفرنسية [الفرنسية]